# Milene Domingues
Milene Domingues (San Paolo, 18 giugno 1979) è una modella ed ex calciatrice brasiliana, nota principalmente per essere stata, dal 1999 al 2003, moglie di Ronaldo.
Tra il 2003 e il 2006 ha fatto parte della nazionale di calcio femminile del Brasile, con la quale ha partecipato al Mondiale di USA 2003.
Detiene il record femminile di palleggi: 55 198.

## Carriera

### Club
La sua carriera era iniziata nel 1997 in patria, tra le file del Corinthians.
Dopo un lungo periodo di abbandono dell'attività agonistica, anche per il matrimonio con Ronaldo e la nascita del figlio Ronald, in cui si era concessa solo qualche sporadica partita in calcio a 5, dopo aver espresso la volontà di ricominciare a giocare e grazie a Giovanni Branchini, procuratore del marito, durante il calciomercato invernale 2001-2002 trova un accordo con la Fiamma Monza per disputare la stagione 2002-2003 e debuttando in Serie A, massimo livello del campionato italiano femminile di calcio, il 9 novembre 2002, alla 7ª giornata di campionato, entrando negli ultimi 30 minuti dell'incontro e siglando al 90' su calcio di rigore la rete che fissa il risultato sul 3-0 con le avversarie del Bergamo R. Veste la maglia della società italiana solo fino all'estate 2003.
Durante il calciomercato estivo decide di accettare la proposta del Rayo Vallecano per giocare in Primera Nacional, l'allora secondo livello del campionato spagnolo, festeggiando con le nuove compagne la promozione in Superliga spagnola, al termine del campionato. Rimane legata alla società madrilena anche la stagione successiva, con la squadra che termina il campionato in 9º posizione e una conseguente agevole salvezza.
Dall'estate 2004 si trasferisce al Torrejón, con il quale disputa tre stagioni.

### Nazionale
Convocata dal commissario tecnico Paulo Gonçalves per il Mondiale di USA 2003, condivide con le compagne le sorti della sua nazionale che, dopo aver superato la fase a gironi, viene eliminata ai quarti dalla Svezia, poi finalista.